# Mesanthura catenula
Mesanthura catenula är en kräftdjursart som först beskrevs av William Stimpson 1855.  Mesanthura catenula ingår i släktet Mesanthura och familjen Anthuridae. Inga underarter finns listade i Catalogue of Life.